# The Longest Line
The Longest Line is een 12" ep van de Amerikaanse punkband NOFX, uitgegeven in 1992 door Fat Wreck Chords. Het was het eerste album van NOFX dat werd uitgebracht door het label. Dit was ook het eerste album waar El Hefe op te horen is. Hij verving voormalig gitarist Steve Kidwiller.
De eerste 200 versies van de ep werden gedrukt op donkerblauw vinyl. Ook een paar versies werden gedrukt op grijs en de rest op zwart vinyl. Het album werd herdrukt in 2007 met een oplage van 1082 stuks. Deze versies werden gedrukt op "Peruviaans" wit en waren in één dag uitverkocht.
De band ontkende alle suggesties dat de titel iets te maken had met cocaïne.
De poppunkband blink-182 coverde het nummer "The Longest Line" op hun demoalbum Flyswatter

## Tracklist
1. "The Death of John Smith" - 3:51
2. "The Longest Line" - 2:04
3. "Stranded" - 2:09
4. "Remnants" - 2:58
5. "Kill All the White Man" - 2:48

## Band
- Fat Mike - basgitaar, zang
- El Hefe - gitaar, trompet en zang op "Kill All The White Man"
- Eric Melvin - gitaar
- Erik Sandin - drums